# 逆転写酵素阻害剤
逆転写酵素阻害剤（ぎゃくてんしゃこうそそがいざい、 英: Reverse-transcriptase inhibitors, RTIs）は、 HIV感染症またはAIDSの治療に使用される抗レトロウイルス薬の一種であり、場合によってはB型肝炎も治療する。RTIsは、HIVおよびその他のレトロウイルスの複製に必要なウイルスDNAポリメラーゼである逆転写酵素の活性を阻害する。

## 機構
HIVが細胞に感染すると、逆転写酵素はウイルスの一本鎖RNAゲノムを二本鎖ウイルスDNAにコピーする。その後、ウイルスDNAは宿主染色体DNAに組み込まれ、転写や翻訳などの宿主細胞プロセスがウイルスを複製できるようになる。RTIsは逆転写酵素の酵素機能をブロックし、二本鎖ウイルスDNAの合成の完了を防ぎ、HIVの増殖を防ぐ。
他の種類のウイルスでも同様のプロセスが発生する。たとえば、B型肝炎ウイルスは、DNAの形で遺伝物質を運び、RNA依存性DNAポリメラーゼを使用して複製する。RTIsとして使用される同じ化合物の中には、B型肝炎ウイルス複製をブロックするものもある。この目的で使用される場合は、ポリメラーゼ阻害剤と呼ばれる。

## タイプ
RTIsには3つの形がある。
- ヌクレオシドアナログ逆転写酵素阻害剤（NARTIsまたはNRTIs）
- ヌクレオチドアナログ逆転写酵素阻害薬（NtARTIsまたはNtRTIs）
- 非ヌクレオシド系逆転写酵素阻害剤（NNRTIs）
- ヌクレオシド逆転写酵素転座阻害剤（NRTTIs）

NRTIsとNtRTIsの抗ウイルス効果は本質的に同じである。ウイルスDNAを合成するために必要な天然のデオキシヌクレオチドアナログであり、成長中のウイルスDNA鎖への取り込みについて、天然のデオキシヌクレオチドと競合する。しかし、天然のデオキシヌクレオチド基質とは異なり、NRTIsおよびNtRTIsにはデオキシリボース部分に3'-ヒドロキシル基が無い。結果として、NRTIsまたはNtRTIsの取り込み後、次のデオキシヌクレオチドはDNA鎖を延長するために必要な次の5'-3 ' ホスホジエステル結合を形成できない。したがって、NRTIsまたはNtRTIsが組み込まれると、ウイルスDNA合成が停止する。これは、 連鎖停止（chain termination）として知られるプロセスである。すべてのNRTIsおよびNtRTIsは、競合基質阻害剤として分類される。残念ながら、NRTIs / NtRTIsは、ウイルスだけでなく宿主DNA合成の基質としても競合し、両方の連鎖停止剤として機能する。前者はNRTIs / NtRTIsの抗ウイルス効果を説明し、後者は薬物毒性/副作用を説明する機構である。
対照的に、NNRTIsにはまったく異なる作用機序がある。NNRTIsは、酵素に直接結合することにより逆転写酵素をブロックする。NNRTIsはNRTIsのようにウイルスDNAに組み込まれないが、代わりにDNA合成のプロセスを実行するために必要な逆転写酵素のタンパク質ドメインの動きを抑制する。したがって、NNRTIsは逆転写酵素の非競合阻害剤として分類される。

### ヌクレオシドアナログ逆転写酵素阻害剤（NARTIsまたはNRTIs）
ヌクレオシドアナログ逆転写酵素阻害剤（NARTIsまたはNRTIs）は、最初に実用化された最初のクラスの抗レトロウイルス薬を構成する。ウイルスDNAに組み込むには、NRTIsを3つのリン酸基をデオキシリボース部分に付加して細胞内で活性化し、NRTI三リン酸を形成する必要があり。このリン酸化ステップは、細胞キナーゼ酵素によって実行される。
- ジドブジン（商品名レトロビル）は、AZT、ZDV、およびアジドチミジンとも呼ばれ、HIVの治療のためにFDAによって承認された最初の抗レトロウイルス薬。
- ジダノシン（Didanosine、商品名Videx, Videx EC)はddIとも呼ばれ、2番目にFDAに承認された抗レトロウイルス薬だった。アデノシンアナログ。
- ザルシタビン（Zalcitabine、商品名Hivid）はddCおよびジデオキシシチジンとも呼ばれ、製造業者によって中止された。
- スタブジン（Stavudine、商品名Zerit, Zerit XR）はd4Tとも呼ばれる。
- ラミブジン（商品名Zeffix, エピビル）は3TCとも呼ばれ、HIVとB型肝炎の両方の治療に承認されている。
- アバカビル（商品名ザイアジェン）はABCとも呼ばれ、グアノシンアナログ。
- エムトリシタビン（商品名エムトリバ（旧Coviracil））はFTCとも呼ばれ、ラミブジンと構造的に類似しており、HIVの治療に承認されていて、B型肝炎の臨床試験が続いている。
- エンテカビル（商品名バラク―ド）はETVとも呼ばれ、B型肝炎に用いられる、グアノシンアナログ。HIV治療には承認されていない。
- エムトリシタビンとテノホビル ジソプロキシルフマル酸塩の配合剤であるツルバダは、HIVの治療と予防に用いられる。米国ではHIV予防として承認されており、ギリアド・サイエンシズが製造している。

#### ヌクレオチド類似体逆転写酵素阻害薬（NtARTIsまたはNtRTIs）
前述のように、宿主細胞はヌクレオシド類似体をヌクレオチド類似体にリン酸化する。後者は、ウイルスと宿主の両方のDNAの毒物の構成要素（ 連鎖停止剤、chain terminator）として機能し、それぞれ望ましい抗ウイルス効果と薬物毒性/副作用を引き起こす。ホスホン酸 ヌクレオチド類似体逆転写酵素阻害剤（NtARTIsまたはNtRTIs）を使用すると、最初のリン酸化段階が直接不要になるが、ホスト酵素は抗ウイルス活性のためにホスホン酸ヌクレオチド類似体をホスホン酸二リン酸状態にリン酸化する必要がある。これらの分子は、チェコ科学アカデミーのAntonin Holyによって最初に合成され、ギリアドによって商品化された。
- テノホビルは、TDFとしても知られ、ヒトの体内で溶解する分子側鎖によって不活性化された活性化合物を含むいわゆる「プロドラッグ」であり、低用量のテノフォビルを目的の活性部位に到達させることができる。プロドラッグ形態の一例は、商品名ビリアード（米国ギリアド・サイエンシズ）のテノホビル ジソプロキシルフマル酸塩である。米国では、HIVとB型肝炎の両方の治療薬として承認されている。
- アデホビルは、ADVまたはbis-POM PMPAとしても知られ、商品名Preveon、ヘプセラ。毒性の問題のため、HIVの治療にはFDAによって承認されていないが、B型肝炎の治療についてはより低用量で承認されている。

NRTIs / NtRTIsは時系列順にリストされることが多い。ヌクレオシド/ヌクレオチドアナログで、その順は、シチジン、グアノシン、チミジン、およびアデノシン。
- チミジン類似体： ジドブジン （AZT）、スタブジン （d4T）
- シチジン類似体： ザルシタビン （ddC）、 ラミブジン （3TC）、エムトリシタビン （FTC）
- グアノシン類似体： アバカビル （ABC）、エンテカビル （ETV）
- アデノシン類似体： ジダノシン （ddI）、 テノフォビル （TDF）、アデフォビル （ADV）

### 非ヌクレオシド系逆転写酵素阻害剤（NNRTIs）
非ヌクレオシド系逆転写酵素阻害剤（NNRTIs）は、開発された抗レトロウイルス薬の3番目のクラス。すべての場合において、特許は2007年を超えるまで有効である。このクラスの薬剤は、最初にレガ医学研究所 （ ベルギー ）で発表された。
- エファビレンツの商品名は、Sustivaとストックリン。
- ネビラピンの商品名はビラミューン。
- Delavirdineの商品名はRescriptorで、現在ほとんど使用されていない。
- エトラビリンの商品名はインテレンスで、2008年にFDAにより承認された。
- リルピビリンの商品名はエジュラントで、2011年5月にFDAによって承認された。
- ドラビリン （MK-1439）の商品名はピフェルトロで、 HIV / AIDSの治療に使用するためにMerck＆Co.が開発した非ヌクレオシド逆転写酵素阻害剤。2018年8月、FDAはドラビリンを承認した。 ドラビリン/ラミブジン/テノホビル ジソプロキシルフマル酸塩 配合剤（Delstrigo）としても使用されている。

### ポルトマント阻害剤
逆転写酵素（RT）とインテグラーゼ（IN）の両方を二重に阻害する分子が設計されている。これらの薬は、「 ポルトマント阻害剤portmanteau inhibitors」の一種。

## 逆転写酵素阻害剤に対する耐性のメカニズム
NRTIsとNNRTIsはいずれも、DNA合成とHIV複製を終わらせるのに効果的だが、HIVは薬物に対するウイルス抵抗性を付与する機構を獲得する。HIV-1 逆転写酵素には校正能力（proof-reading)が無い。これは、薬剤からの選択的圧力と組み合わさり、逆転写酵素の変異を引き起こし、ウイルスがNRTIsおよびNNRTIsに感受性が低くなる（効かなくなる）。逆転写酵素ポリメラーゼドメインのアスパラギン酸残基110、185、および186は、ヌクレオチドの結合および取り込みに重要である。K65、R72、およびQ151の側鎖は、次のヌクレオチドと相互作用する。また、ヌクレオチドと塩基対合するためにテンプレート鎖と相互作用するL74も重要である。これらの重要なアミノ酸の変異により、アナログの取り込みが減少する。

### NRTI耐性
NRTI耐性には2つの主要なメカニズムがある。1つ目は、通常のヌクレオチドよりもDNAへのヌクレオチドアナログの取り込みが少ないことが挙げられる。これは、酵素の親和性または薬物と結合する能力を低下させる逆転写酵素のN末端ポリメラーゼドメインの変異に起因する。このメカニズムの主な例は、ラミブジン（3TC）およびエムトリシタビン（FTC）に対する耐性を付与するM184V変異である  。別のよく特徴づけられた突然変異の組合せは、NRTIを取り込む際の逆転写酵素の効率を低下させるが、天然のヌクレオチド取り込みには影響しない、多剤耐性HIVに見られるQ151M複合体である。この複合体には、A62V、V75I、F77L、およびF116Yに加えてQ151M変異が含まれている   。Q151Mのみのウイルスは、ジドブジン（AZT）、ジダノシン（ddI）、ザルシタビン（ddC）、スタブジン（d4T）に対して中程度の耐性があり、アバカビル（ABC）に対してわずかに耐性がある  。他の4つの変異と複合したQ151Mを持つウイルスは、上記の薬剤に対して非常に耐性があり、ラミブジン（3TC）およびエムトリシタビン（FTC）に対しても耐性がある  。
2番目のメカニズムは、組み込まれた薬物の切除または加水分解による除去または加ピロリン酸分解（pyrophosphorlysis）である。これは、ヌクレオチド取り込み中に放出されたピロリン酸/ PPIが取り込まれた薬物（一リン酸）と反応して三リン酸薬物が放出されるポリメラーゼ反応の逆である。これにより、DNAチェーンが「ブロック解除」され、DNA鎖が延長され、複製が続行される。切除増強する変異は、典型的にはM41L、D67N、K70R、L210W、T215Y / F、およびK219E / Qは、チミジン類似体AZTおよびD4Tによって選択される。したがって、チミジンアナログ変異（TAM）と呼ばれる    。上記の突然変異の背景における挿入および欠失を含む他の突然変異も、切除の強化により抵抗性を付与する 。

### NNRTI耐性
NNRTIsは、ポリメラーゼの活性部位には結合しないが、p66サブドメインの活性部位近くの保存性の低いポケットに結合する。それらの結合は、逆転写酵素の立体構造変化をもたらし、DNAに結合する残基の位置をゆがめ、重合を阻害する。NNRTIsに応答した突然変異は、このポケットへの薬物の結合を減少させる。エファビレンツ（EFV）およびネビラピン（NVP）を含むレジメンでの治療は、通常、L100I、Y181C / I、K103N、V106A / M、V108I、Y188C / H / LおよびG190A / S変異をもたらす  。NNRTIs耐性には3つの主要なメカニズムがある。最初のNRTI変異では、阻害剤とNNRTI結合ポケット間の特定の接触が破壊されます。この例は、ポケットの入り口にあるK103NおよびK101Eであり 、薬物の入り口/結合をブロックする。2番目のメカニズムは、ポケット内部の重要な相互作用の中断である。たとえば、Y181CおよびY188Lは、NNRTI結合に関与する重要な芳香環の損失をもたらす   。3番目のタイプの変異は、全体的な立体構造またはNNRTI結合ポケットのサイズの変化をもたらす。例はG190Eで、これは、ポケットに立体的な塊を作り、NNRTIがしっかりと結合する余地をほとんどまたはまったく残さない 。